# Bisporella fuscocincta
Bisporella fuscocincta är en svampart som först beskrevs av Graddon, och fick sitt nu gällande namn av Dennis 1978. Bisporella fuscocincta ingår i släktet gulskålar, ordningen disksvampar, klassen Leotiomycetes, divisionen sporsäcksvampar och riket svampar.   Inga underarter finns listade i Catalogue of Life.